# Cuphea bustamanta
Cuphea bustamanta là một loài thực vật có hoa trong họ Lythraceae. Loài này được Lex. mô tả khoa học đầu tiên năm 1824.